# 伊藤正嗣
伊藤 正嗣（いとう まさつぐ、1941年1月10日 - 2003年4月5日）は、日本の経営者。カゴメ社長を務めた。

## 来歴・人物
三重県出身。1964年に慶應義塾大学商学部を卒業し、同年にカゴメに入社。1987年6月に取締役、1991年6月に常務、1994年6月に専務を経て、1996年6月に社長に就任。2002年10月に会長に就任。
2003年4月5日に肝不全のために死去。62歳没。